# Dasysphinx ozora
Dasysphinx ozora là một loài bướm đêm thuộc phân họ Arctiinae, họ Erebidae.